# Ondefontaine
Ondefontaine (Ausspracheⓘ) ist eine ehemalige französische Gemeinde mit zuletzt 351 Einwohnern (Stand: 1. Januar 2014) im Département Calvados in der Region Normandie. Die Einwohner werden Ondifontains genannt.
Zum 1. Januar 2017 wurde Ondefontaine im Zuge einer Gebietsreform zusammen mit sechs benachbarten Gemeinden als Ortsteil in die neue Gemeinde Les Monts d’Aunay eingegliedert.

## Geographie
Ondefontaine wird vom Fluss Odon durchquert, der hier entspringt. 
Nachbargemeinden von Ondefontaine waren La Bigne im Norden und Nordwesten, Saint-Georges-d’Aunay im Norden, Aunay-sur-Odon im Nordosten, Roucamps im Osten, Danvou-la-Ferrière im Süden und Südosten sowie Le Mesnil-Auzouf im Süden und Westen.

## Bevölkerungsentwicklung
| Jahr                      | 1962 | 1968 | 1975 | 1982 | 1990 | 1999 | 2006 | 2013 |
| Einwohner                 | 331  | 328  | 313  | 240  | 249  | 294  | 307  | 335  |
| Quelle: Cassini und INSEE |      |      |      |      |      |      |      |      |

## Sehenswürdigkeiten
- Kirche Saint-Germain, Anfang des 19. Jahrhunderts erbaut
- Rathaus